# Raúl Ornelas
Raúl Ornelas Toledo  es un compositor y cantante mexicano nacido en Arriaga, Chiapas, México un 23 de junio. Ha grabado 13 discos, ocho de ellos en solitario: “En el Exilio”, “Manual de lo Prohibido”, “Mi lado izquierdo”, “Deteniendo el tiempo”, “El Puerto de los Pecados”, “Ornelas Vivo (CD/DVD)”, “El mismo que viste y canta” y “El Manual de lo Prohibido Recargado” y “Que se entere todo el mundo”; dos de ellos los hizo a lado de Luis Carlos Monroy y Jaime Flores en el grupo 3 de copas, otro en vivo al lado de Edgar Oceransky: “Dos Necios de Verdad” y uno más grabado a dueto con Lazcano Malo : “Un par de granujas”. 
Se presentó por primera ocasión en el Teatro Metropolitan en el año 2015, repitiendo con gran éxito en 4 ocasiones más. Ha llevado su música a países como: Estados Unidos, España, Costa Rica, Perú, Guatemala y Colombia.
Ha compuesto canciones para Alejandro Fernández, Rocío Dúrcal, Thalía, Víctor García, Angélica Vale, Reyli, Pandora, Litzy , entre otros. 
Sus temas “Hasta la Camisa” “Las Cartas Sobre la Mesa” “Manías” “El Riesgo” “Mi media sandía” se han convertido en grandes éxitos, alcanzando más de dos millones de reproducciones mensualmente en plataformas digitales. 
Se declara un gran admirador de artistas como Joan Manuel Serrat,  Joaquín Sabina y Silvio Rodríguez.

## Biografía
Hijo de Carlos Ornelas e Isabel Toledo, Raúl Ornelas Toledo nació en Arriaga, Chiapas, México el 23 de junio de 1971. Aprendió a tocar la guitarra en la materia de música de la secundaria, participando posteriormente en concursos interescolares.
Decidió aventurarse a estudiar la carrera de Administración de Empresas Turísticas en la ciudad de Veracruz, en donde al mismo tiempo se presentaba en bares interpretando las canciones de Joan Manuel Serrat, Joaquín Sabina, Silvio Rodríguez y José Alfredo Jiménez.
Después de darse cuenta de su facilidad para componer canciones decide abandonar la carrera y viajar a la Ciudad de México, en donde por una ola de casualidad conoce a un productor de Televisa que lo invita a formar parte del Centro de Capacitación de los Iniciadores de la Televisión, en donde pasa estudiando música durante dos años.
Posteriormente lo invitan a la inauguración de un bar en Tabasco, bar del que se convertiría en su dueño y en donde empieza a componer sus propias canciones para entretener a sus clientes. Seis años después, regresa a la Ciudad de México y forma parte de un taller de composición en el que se reconocen sus aptitudes y lo convencen de quedarse para dedicarse por completo a la música.
Inmediatamente después de grabar su primera canción “Alguien está entre los dos”, le surge un contrato como cantautor. En el año de 1998 representa a México en el Festival Viña del Mar con la canción “Gato y Pantera” la misma que incluiría después en el disco “Ornelas En el Exilio”.

## Discografía
| N.º | Ornelas en el exilio (1999)  | Manual de lo prohibido (2002)   | 3 de copas (2004)                  | Milagritos (2006)          |
| --- | ---------------------------- | ------------------------------- | ---------------------------------- | -------------------------- |
| 1   | En el exilio (03:44)         | Que bendición (3:39)            | Como agradecer (3:30)              | Milagritos (4:04)          |
| 2   | Hasta la camisa (04:17)      | Las cartas sobre la mesa (3:40) | Amor mío (3:33)                    | Se me muere la vida (4:09) |
| 3   | Gato y pantera (03:06)       | Como tú comprenderás 4:36)      | Bendito cha cha cha (3:02)         | ¿Por qué será? (3:43)      |
| 4   | Carta invitación (04:16)     | Gotitas de miel (3:27)          | Hasta donde tu vayas               | Dime si les dirás (4:09)   |
| 5   | Sin intención (04:58)        | Manual de lo prohibido (3:25)   | Aferrado (3:39)                    | Zapatitos rojos (3:50)     |
| 6   | Manías (03:47)               | Huelga de estrellas (4:22)      | Como quisiera (4:04)               | Salímos de dudas (3:51)    |
| 7   | Extraño (03:17)              | Un minuto (3:36)                | Sin preocupación (Dueto Con Reyli) | Tu fantasma (3:37)         |
| 8   | El riesgo (04:41)            | Hasta la camisa (3:46)          | Esta vida (3:52)                   | Le pregunto a Dios (4:09)  |
| 9   | El cuento se acabó (04:41)   | Error (4:48)                    | Por amarte tanto (2:54)            | Se fue (3:54)              |
| 10  | A quien se le ocurre (04:01) | Mi fe (4:16)                    | Mi libertad (3:59)                 | Arriba corazones (3:31)    |
| 11  | Por mi voluntad (03:00)      | Manías (3:52)                   | Eras tú (4:00)                     | La escalera (4:00)         |
| 12  | Caracolas (03:58)            | Kamikazes (3:44)                | Tequila y canción (3:36)           | Duerme (2:42)              |
| 13  |                              |                                 | Mi funeral (3:25)                  | Se me muere la vida (3:45) |
| 14  |                              |                                 | Otra vez (4:29)                    |                            |

| N.º | 2 necios de verdad (2009) | Mi lado izquierdo (2010) | Un par de granujas (2012) | Deteniendo el tiempo (2013)   |
| --- | ------------------------- | ------------------------ | ------------------------- | ----------------------------- |
| 1   | Amores piratas            | Mi media sandía          | Ni pa ti ni pa nadie      | Fin De Semana (5:20)          |
| 2   | Como un ladrón            | ¿Quién te dio permiso?   | Dos tallas más            | A Punto De Turrón (4:15)      |
| 3   | Hasta la camisa           | ¿A dónde voy?            | El club de toby           | Curita En El Corazón (3:45)   |
| 4   | Con tu partida            | La fuerza de la sangre   | Sirena                    | Cada Vez Que Lloras (4:30)    |
| 5   | Las cartas sobre la mesa  | Manitas frías            | Un par de granujas        | Discretamente (4:17)          |
| 6   | Cada episodio             | Lagartijas voladoras     | El último niño héroe      | Amenaza De Lluvia (4:03)      |
| 7   | El manual de lo prohibido | Fin de Semana            | Ni el mínimo error        | Como Quisiera (5:17)          |
| 8   | Estoy aquí                | Quítame el aire          | Te amo                    | Pasitos Por La Condesa (3:12) |
| 9   | Tuve                      | Guapa                    | Hombre de hojalata        | Extraño (4:23)                |
| 10  | El riesgo                 | Loca                     | Zombie                    | Manual De Lo Prohibido (4:51) |
| 11  | No me quiero enamorar     | A punto de turrón        | Homenaje a la locura      | Como Tu Comprenderás (4:22)   |
| 12  | No era necesario          | Más allá                 | Al otro lado de la cama   | El Minuto (3:56)              |
| 13  | El faro                   | Talismán                 |                           | No Te Espantes (4:11)         |
| 14  | Vuelve                    | Amigo                    |                           | Deteniendo El Tiempo (4:23)   |
| 15  | ¿Quién te dio permiso?    |                          |                           |                               |
| 16  | ¿Será?                    |                          |                           |                               |
| 16  | El blues del perdedor     |                          |                           |                               |

EL PUERTO DE LOS PECADOS
1
Que Quede Claro
2
El Puerto De Los Pecados
3
Ya Me Tienes
4
Déjame Volver a Verte
5
Por Extrañarte Tanto
6
La Voz De Mis Latidos
7
El Conjuro
8
Inocente Palomita
9
Ayúdame a Cambiar
10
Me Quedé
11
Pa'ti Solita
12
Salvavidas (Desde Que Tengo Tu Amor)
- "Ornelas en el Exilio" - Barcelona, España. Bajo el sello de PolyGram.[1][4]

- "Manual de lo prohibido" - Editado por Sony Music.[1][4]

- "3 de copas", - Con Juan Carlos Monroy y Jaime Flores, quienes junto con Ornelas formaban el grupo del mismo nombre.[1][4]

- "Milagritos" - Bajo el sello de Univisión y estando en la agrupación 3 de copas.[1][4]

- "2 necios de verdad" - En conjunto con Edgar Oceransky.[1][4]

- "Mi lado izquierdo" - Tercer trabajo en solitario y sexto material discográfico.[1][4]

- "Un par de granujas" - En conjunto con Lazcano Malo.[1][4]

- "Deteniendo el tiempo" - Cuarto material en solitario y octavo material discográfico.[1][4]

- “El Puerto de Los Pecados” su quinto disco como solista con el cual se presentó por primera vez en el Teatro Metropolitan de la Ciudad de México

- ”Ornelas Vivo” grabado en vivo en el Teatro Metropolitan, incluye su primer DVD como solista. Teniendo como invitado a Jorge Guevara.

- “El mismo que viste y canta”, material que incluye un dueto con el Maestro Armando Manzanero (+)

- “El Manual de lo Prohibido Recargado”: una reedición de su disco emblemático, que se posicionó como un referente para los representantes de la canción de autor en México

## Canciones para otros artistas
“Que voy a hacer sin su amor” – Alejandro Fernández
“Cosiéndome el corazón” – Thalía
“Otra vez” – Víctor García
“Ayer pedí” – Víctor García
“Mi funeral” – Víctor García
“Aquí estaré” – Angélica Vale
“No era necesario” – Reyli
“Gotitas de miel” – Pandora
“Perdóname” – Bronco El gigante de América
“Esta vida” – Jorge Celedón
“La invitación” – Jorge Celedón
“La mujer que amas” versión en español – Pedro Fernández
“Dime mi amor” – Pedro Fernández.
“Amor a la mitad” – Ana Cirré
“Hablando con la noche” – Susana Zavaleta
“Tu sombra” – Grupo Pesado
“Cuando muere el amor” – Ragazzi
“Quisiera ser mayor” – Litzy
“Manías” - Thalía
“Amenaza de Lluvia” - Alejandro Fernández 
“Tan Cerquita” - Aleks Syntek
“Me Quedé” - Cristian Castro
Entre otros.